# Василевка (Моргауський район)
Васи́левка (рос. Васильевка, чув. Ваçильевка) — виселок у Чувашії Російської Федерації, у складі Ільїнського сільського поселення Моргауського району.
Населення — 10 осіб (2010; 10 в 2002, 33 в 1979; 44 в 1939, 22 в 1928). Національний склад — чуваші, росіяни.

## Історія
Засноване 29 лютого 1928 року. Селяни займались землеробством, тваринництвом. 1931 року утворено колгосп «Дружба». До 1939 року виселок перебував у складі Сундирського, 1962 року — до складу Чебоксарського, 1964 року — до складу Моргауського району.